# Fossa temporale

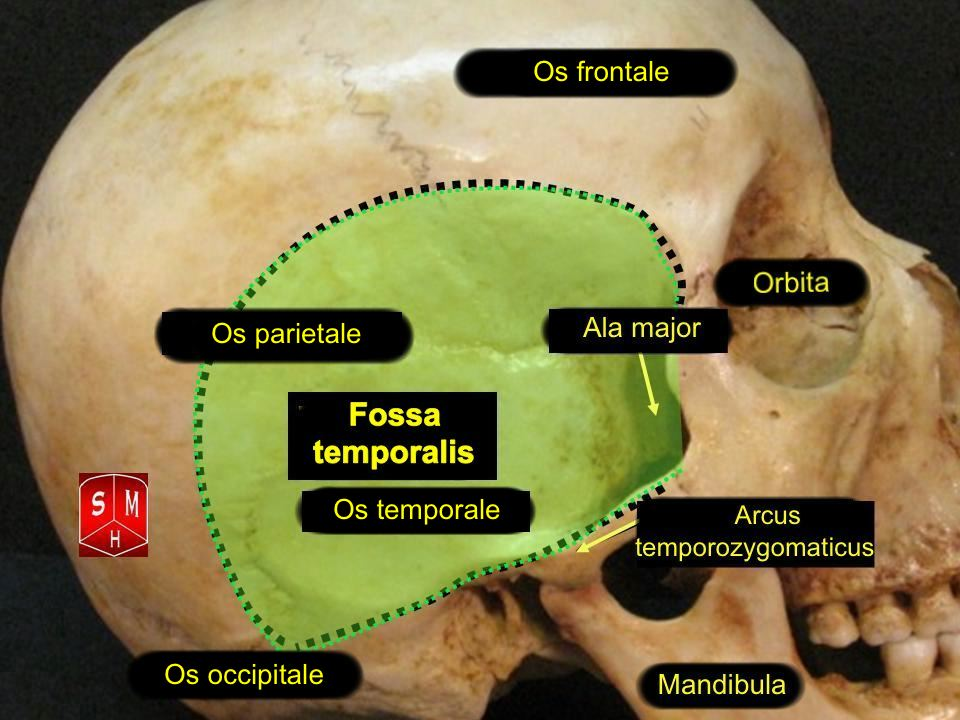
La fossa temporale

La fossa temporale (in latino Fossa temporalis) si trova nella regione delle tempie a lato della cavità oculare. 

## Descrizione
È una placca ossea leggermente incavata dalla squama dell'osso temporale (Squama ossis temporalis) e dalla grande ala (Ala major) dell'osso sfenoide (Os sphenoidale). È delimitata inferiormente dall'arcata zigomatica (Arcus zygomaticus) e superiormente dalle linee temporali inferiore e superiore (Linea temporalis inferior e superior). Anteriormente è delimitata dall'osso zigomatico (Os zygomaticum). Al di sotto si trova la fossa infratemporale (Fossa infratemporalis).
Nella fossa temporale è adagiato il muscolo temporale, il più forte tra i muscoli masticatori, che solleva la mandibola. La fossa temporale è attraversata dal nervo auricolotemporale, dal nervo zigomaticotemporale, dall'arteria temporale superficiale e dall'arteria temporale profonda. Parallelamente ai vasi sanguigni arteriosi corrono quelli venosi.